# Acipenser oxyrinchus
Acipenser oxyrinchus Mitchill, 1815, conosciuto comunemente come storione dell'Atlantico o storione del Golfo, è un pesce appartenente alla famiglia Acipenseridae. Come tutti i condrostei è un pesce cartilagineo, che tuttavia presenta una certa ossificazione.

## Tassonomia
Sono note due diverse sottospecie per questa specie di storione:
- Acipenser oxyrinchus oxyrinchus (Mitchill, 1815), noto come storione dell'Atlantico;
- Acipenser oxyrinchus desotoi (Vladyvok, 1955), noto come storione del Golfo.